# Borrek

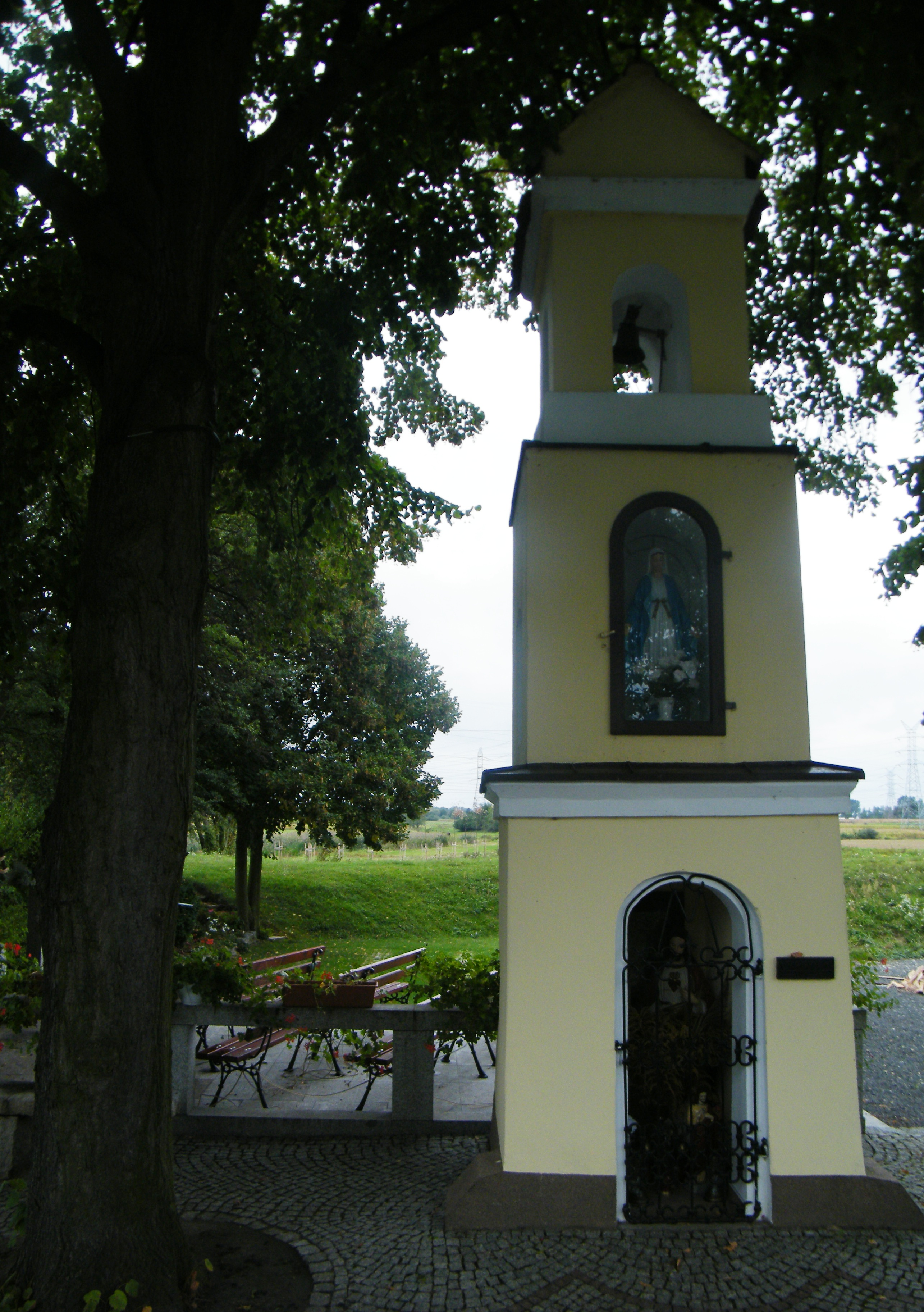
Wegkapelle mit Glockenturm

Borrek (1936–1945 Wäldchen O.S.; polnisch Borki, ) ist ein Stadtteil von Opole. Bis 2016 lag die oberschlesische Ortschaft in der Gemeinde Groß Döbern im Powiat Opolski.

## Geographie
Das Straßendorf Borrek liegt fünf Kilometer südöstlich von Groß Döbern und neun Kilometer nördlich von Opole (Oppeln). Der Ort liegt in der Schlesischen Tiefebene auf der rechten Seite der Oder. Im Norden durchquert die Wojewodschaftsstraße Droga wojewódzka 454 den Ort. Nördlich des Ortskern liegt der Bahnhof Opole-Borki an der Bahnstrecke Opole–Jelcz-Laskowice.
Nachbarorte von Borrek sind im Nordwesten Klein Döbern (Dobrzeń Mały) und im Südosten Czarnowanz (Czarnowąsy).

## Geschichte
Borrek wurde 1724 erstmals urkundlich erwähnt. Der Name kommt aus dem polnischen und heißt Wäldchen.
Nach dem Ersten Schlesischen Krieg 1742 fiel Borrek mit dem größten Teil Schlesiens an Preußen. Nach der Neuorganisation der Provinz Schlesien gehörte Borrek ab 1816 zum Landkreis Oppeln im Regierungsbezirk Oppeln. 1855 lebten 205 Menschen im Ort. 1865 zählte das Dorf 15 Gärtner, 10 Ackerhäusler und 17 Einlieger sowie eine Mühle. Eingeschult waren die Kinder nach Czarnowanz. 1874 wurde der Amtsbezirk Czarnowanz gegründet, dem Landgemeinden Borrek, Czarnowanz, Frauendorf und Krzanowitz sowie die Gutsbezirken Czarnowanz Domäne und Krzanowitz Domäne eingegliedert wurden. 1885 zählte Borrek 274 Einwohner.
Bei der Volksabstimmung in Oberschlesien am 20. März 1921 stimmten 142 Wahlberechtigte für einen Verbleib bei Deutschland und 75 für Polen. Borrek verblieb beim Deutschen Reich. 1933 lebten im Ort 473 Einwohner. Am 19. Mai 1936 wurde der Ort in Wäldchen O.S. umbenannt. Am 1. April 1939 wurde Wäldchen nach Klosterbrück eingegliedert.
Als Folge des Zweiten Weltkrieges fiel Borrek 1945 an unter polnische Verwaltung. Nachfolgend wurde es in Borki umbenannt und der Woiwodschaft Schlesien angeschlossen. 1950 wurde es der Woiwodschaft Oppeln eingegliedert und 1999 dem Powiat Opolski. Am 22. April 2009 wurde in der Gemeinde Groß Döbern, der Borki angehörte, Deutsch als Zweite Amtssprache eingeführt. Am 1. Dezember 2009 erhielt der Ort zusätzlich den amtlichen deutschen Ortsnamen Borrek. Zum 1. Januar 2017 wurde Borrek in die Stadt Oppeln eingemeindet.

## Sehenswürdigkeiten
- Wegkapelle mit Glockenturm aus dem 18. Jahrhundert[10]
- Zwei Bildstöcke